# カン・ソクファ
カン・ソクファ（韓: 강석화 漢: 姜錫華 2000年12月1日 - ）はOUIエンターテインメント所属の大韓民国の歌手である。2020年から男性アイドルグループ「WEi」のメンバーとして活動している。

## 来歴
2000年12月1日、韓国、忠清南道で生まれる。
2018年11月〜2019年1月、YG 宝石箱に参加者として出演。最終回で脱落。
2019年、YGエンターテインメントを退所し、個人練習生としてPRODUCE X 101に参加。第2回順位発表の際、35位で脱落。
後にSMエンタテインメントの練習生となったが、同年8月、現所属事務所であるOUIエンターテインメントと契約を締結した。
2020年7月、WEiとしてデビューが決定し、同年10月5日、WEiとしてデビュー。
2022年1月、新型コロナウイルスに感染。

## 出演

### バラエティ
| 年度 | 放送局          | タイトル      | 役割   | 備考           | 参考  |
| ---- | --------------- | ------------- | ------ | -------------- | ----- |
| 2018 | V LIVE You Tube | YG宝石箱      | 出場者 |                | [ 7 ] |
| 2019 | Mnet            | PRODUCE X 101 | 出場者 | 最終順位：35位 |       |

## イベント

### ファンミーティング
| 年度 | タイトル      | 開催日  | 開催国 | 備考                      | 参考  |
| ---- | ------------- | ------- | ------ | ------------------------- | ----- |
| 2019 | A PERFECT DAY | 11月2日 | 韓国   | with マヒロ、ワン・グンホ | [ 8 ] |

## 雑誌
- bnt（2019年、12月号）[9]